# Richard Strasser
Richard Strasser (* 28. März 1889 in Eferding, Österreich-Ungarn; † 22. Oktober 1982 in Linz) war ein oberösterreichischer Arbeiter und sozialistischer Politiker.

## Leben
Richard Strasser war der Sohn des Donauschiffers Andreas Strasser und dessen Gattin Maria (geb. Gallhammer). Er wurde in Eferding geboren, arbeitete als Metallarbeiter, Schlosser und Dreher. Ab 1917 war er Organisator des vorerst illegalen Arbeiterrates. Am 14. Jänner 1919 übernimmt er die provisorische Leitung der oberösterreichischen Arbeiterräte. Am 26. Mai 1920 trat er als Obmann des Landesarbeiterrates zurück. Am 8. Juni 1920 wurde er nach Rehabilitierung durch den Reichsarbeiterrat in Wien wieder Landesobmann der Arbeiterräte Oberösterreichs. 1934 flüchtete er in die Tschechoslowakei und später in die Sowjetunion und 1937 nach England.

## Berufliche Tätigkeit
- 1919 bis 1923 und 1926 bis 1934 Gemeinderat in Linz
- 23. Juni 1919 – 18. Mai 1925 Abgeordneter zum Oberösterreichischen Landtag (XII. Wahlperiode) für die Sozialdemokratische Partei (SD).
- 2. Juli 1925 – 29. Jänner 1931 Abgeordneter zum Oberösterreichischen Landtag (XIII. Wahlperiode) für die Sozialdemokratische Partei (SD).
- ab 1933 für Vinzenz Übleis bis 12. Februar 1934 Abgeordneter zum Oberösterreichischen Landtag (XIV. Wahlperiode) für die Sozialdemokratische Partei (SD).
- 1925 bis 1934 und 1945 bis 1954 Sekretär und später Leiter der Wirtschaftsabteilung der Arbeiterkammer[3]